# Egyházashetye
Egyházashetye est un village de Hongrie, situé dans le département de Vas. Lors du recensement de 2004, il y avait 412 habitants.